# Eliminatórias da Copa do Mundo FIFA de 2014 - África
A zona africana das eliminatórias para a Copa do Mundo FIFA de 2014 indicou cinco representantes para a competição realizada no Brasil. Organizada pela Confederação Africana de Futebol (CAF), contou com a participação de 52 países membros – apenas a Mauritânia não se inscreveu.

## Sorteio
O ranking da FIFA de julho de 2011 foi usado para definir a distribuição das seleções nas duas primeiras fases, onde os confrontos foram conhecidos no sorteio realizado no Rio de Janeiro a 30 de julho de 2011.
Equipes posicionadas entre 1 e 28 no ranking da FIFA de julho de 2011 entram na disputa a partir da segunda fase. Equipes ranqueadas entre 29 e 52 iniciam desde a primeira fase, onde doze classificadas avançam para a segunda fase.
| Entram na segunda fase (1º ao 28º) | Iniciam da primeira fase (29º ao 52º) |
| --- | --- |
| 1. Costa do Marfim 2. Egito 3. Gana 4. Burquina Fasso 5. Nigéria 6. Senegal 7. África do Sul 8. Camarões 9. Argélia 10. Tunísia 11. Gabão 12. Líbia 13. Marrocos 14. Guiné 15. Botsuana 16. Malawi 17. Zâmbia 18. Uganda 19. Mali 20. Cabo Verde 21. Benim 22. Zimbabwe 23. República Centro-Africana 24. Serra Leoa 25. Sudão 26. Níger 27. Angola 28. Gâmbia | 1. Moçambique 2. RD Congo 3. Togo 4. Libéria 5. Tanzânia 6. Congo 7. Quénia 8. Ruanda 9. Etiópia 10. Namíbia 11. Burundi 12. Madagascar 13. Guiné-Bissau 14. Guiné Equatorial 15. Chade 16. Essuatíni 17. Comores 18. Lesoto 19. Eritreia 20. Somália 21. Djibouti 22. Maurícia 23. Seicheles 24. São Tomé e Príncipe |

## Primeira fase
A primeira fase foi composta de doze jogos eliminatórias em ida e volta, disputada pelas 24 piores equipes classificadas no ranking africano pela FIFA. Os vencedores de cada série avançaram para a segunda fase. São Tomé e Príncipe irá competir na primeira rodada, mesmo não estando ranqueada pela FIFA. Os jogos de ida foram disputados a 11 de novembro e os jogos de volta a 15 de novembro de 2011.
| Equipe 1            | Total    | Equipe 2   | Ida  | Volta |
| ------------------- | -------- | ---------- | ---- | ----- |
| Seicheles           | 0–7      | Quénia     | 0–3  | 0–4   |
| Guiné-Bissau        | 1–2      | Togo       | 1–1  | 0–1   |
| Djibouti            | 0–8      | Namíbia    | 0–4  | 0–4   |
| Maurícia            | W.O.1    | Libéria    | –    | –     |
| Comores             | 1–5      | Moçambique | 0–1  | 1–4   |
| Guiné Equatorial    | 3–2      | Madagascar | 2–0  | 1–2   |
| Somália             | 0–5      | Etiópia    | 0–02 | 0–5   |
| Lesoto              | 3–2      | Burundi    | 1–0  | 2–2   |
| Eritreia            | 2–4      | Ruanda     | 1–1  | 1–3   |
| Essuatíni           | 2–8      | RD Congo   | 1–3  | 1–5   |
| São Tomé e Príncipe | 1–6      | Congo      | 0–5  | 1–1   |
| Chade               | 2–2 (gf) | Tanzânia   | 1–2  | 1–0   |

- Nota 1: Maurício desistiu das eliminatórias em 31 de outubro de 2011 e a Libéria avançou diretamente à próxima fase.[3]
- Nota 2: Somália jogou como mandante no Djibuti.[4]

## Segunda fase
Na segunda fase as 28 melhores seleções africanas no ranking da FIFA se juntaram aos doze vencedores da primeira fase. Iniciando em junho de 2012, as 40 equipes foram divididas em dez grupos de quatro seleções cada. Após seis rodadas, apenas o primeiro de cada grupo classificou-se para a terceira fase.

### Cabeças-de-chave
O ranking da FIFA de julho de 2011 foi usado para definir os cabeças-de-chave e a distribuição das equipes através dos potes.
| Pote 1 | Pote 2                                                                                       | Pote 3 | Pote 4 |
| --- | -------------------------------------------------------------------------------------------- | --- | --- |
| - Costa do Marfim - Egito - Gana - Burquina Fasso - Nigéria - Senegal - África do Sul - Camarões - Argélia - Tunísia | - Gabão - Líbia - Marrocos - Guiné - Botsuana - Malawi - Zâmbia - Uganda - Mali - Cabo Verde | - Benim - Zimbabwe - República Centro-Africana - Serra Leoa - Sudão - Níger - Gâmbia - Angola - Quénia† - Togo† | - Namíbia† - Libéria† - Moçambique† - Guiné Equatorial† - Etiópia† - Lesoto† - Ruanda† - RD Congo† - Congo† - Tanzânia† |

† Classificados da primeira fase, não previsto à época do sorteio.

### Grupo A
| Seleção                   | Pts | J | V | E | D | GP | GC | SG |
| ------------------------- | --- | - | - | - | - | -- | -- | -- |
| Etiópia                   | 13  | 6 | 4 | 1 | 1 | 8  | 6  | +2 |
| África do Sul             | 11  | 6 | 3 | 2 | 1 | 12 | 5  | +7 |
| Botsuana                  | 7   | 6 | 2 | 1 | 3 | 8  | 10 | –2 |
| República Centro-Africana | 3   | 6 | 1 | 0 | 5 | 5  | 12 | –7 |

|                      | RSA | BOT | CTA | ETH  |
| -------------------- | --- | --- | --- | ---- |
| África do Sul        |     | 4–1 | 2–0 | 1–1  |
| Botsuana             | 1–1 |     | 3–2 | 3–03 |
| Rep. Centro-Africana | 0–3 | 2–0 |     | 1–2  |
| Etiópia              | 2–1 | 1–0 | 2–0 |      |

- Nota 3: Foi atribuída a vitória por 3 a 0 à Botsuana devido ao uso de jogador irregular pela Etiópia.[6]

### Grupo B
| Seleção          | Pts | J | V | E | D | GP | GC | SG |
| ---------------- | --- | - | - | - | - | -- | -- | -- |
| Tunísia          | 14  | 6 | 4 | 2 | 0 | 13 | 6  | +7 |
| Cabo Verde       | 9   | 6 | 3 | 0 | 3 | 9  | 7  | +2 |
| Serra Leoa       | 8   | 6 | 2 | 2 | 2 | 10 | 10 | 0  |
| Guiné Equatorial | 2   | 6 | 0 | 2 | 4 | 6  | 15 | –9 |

|                  | TUN | CPV  | SLE | EQG  |
| ---------------- | --- | ---- | --- | ---- |
| Tunísia          |     | 3–04 | 2–1 | 3–1  |
| Cabo Verde       | 1–2 |      | 1–0 | 3–05 |
| Serra Leoa       | 2–2 | 2–1  |     | 3–2  |
| Guiné Equatorial | 1–1 | 0–35 | 2–2 |      |

- Nota 4: Foi atribuída a vitória por 3 a 0 à Tunísia devido ao uso de jogador irregular por Cabo Verde.[7]
- Nota 5: Foram atribuídas as vitórias por 3 a 0 à Cabo Verde em ambas as partidas devido ao uso de jogador irregular pela Guiné Equatorial.[8]

### Grupo C
| Seleção         | Pts | J | V | E | D | GP | GC | SG  |
| --------------- | --- | - | - | - | - | -- | -- | --- |
| Costa do Marfim | 14  | 6 | 4 | 2 | 0 | 15 | 5  | +10 |
| Marrocos        | 9   | 6 | 2 | 3 | 1 | 9  | 8  | +1  |
| Tanzânia        | 6   | 6 | 2 | 0 | 4 | 8  | 12 | –4  |
| Gâmbia          | 4   | 6 | 1 | 1 | 4 | 4  | 11 | –7  |

|                 | CIV | MAR | GAM | TAN |
| --------------- | --- | --- | --- | --- |
| Costa do Marfim |     | 1–1 | 3–0 | 2–0 |
| Marrocos        | 2–2 |     | 2–0 | 2–1 |
| Gâmbia          | 0–3 | 1–1 |     | 2–0 |
| Tanzânia        | 2–4 | 3–1 | 2–1 |     |

### Grupo D
| Seleção | Pts | J | V | E | D | GP | GC | SG  |
| ------- | --- | - | - | - | - | -- | -- | --- |
| Gana    | 15  | 6 | 5 | 0 | 1 | 18 | 3  | +15 |
| Zâmbia  | 11  | 6 | 3 | 2 | 1 | 11 | 4  | +7  |
| Lesoto  | 5   | 6 | 1 | 2 | 3 | 4  | 15 | –13 |
| Sudão   | 2   | 6 | 0 | 2 | 4 | 3  | 14 | –11 |

|        | GHA | ZAM  | SDN | LES |
| ------ | --- | ---- | --- | --- |
| Gana   |     | 2–1  | 4–0 | 7–0 |
| Zâmbia | 1–0 |      | 1–1 | 4–0 |
| Sudão  | 1–3 | 0–36 |     | 1–3 |
| Lesoto | 0–2 | 1–1  | 0–0 |     |

- Nota 6: Foi atribuída a vitória por 3 a 0 à Zâmbia devido ao uso de jogador irregular pelo Sudão.[9]

### Grupo E
| Seleção        | Pts | J | V | E | D | GP | GC | SG |
| -------------- | --- | - | - | - | - | -- | -- | -- |
| Burquina Fasso | 12  | 6 | 4 | 0 | 2 | 7  | 4  | +3 |
| Congo          | 11  | 6 | 3 | 2 | 1 | 7  | 3  | +4 |
| Gabão          | 7   | 6 | 2 | 1 | 3 | 5  | 6  | –1 |
| Níger          | 4   | 6 | 1 | 1 | 4 | 6  | 12 | –6 |

|              | BFA | GAB  | NIG | CGO  |
| ------------ | --- | ---- | --- | ---- |
| Burkina Faso |     | 1–0  | 4–0 | 0–37 |
| Gabão        | 1–0 |      | 4–1 | 0–0  |
| Níger        | 0–1 | 3–08 |     | 2–2  |
| Congo        | 0–1 | 1–0  | 1–0 |      |

- Nota 7: Foi atribuída a vitória por 3 a 0 ao Congo devido ao uso de jogador irregular por Burkina Faso.[10]
- Nota 8: Foi atribuída a vitória por 3 a 0 ao Niger devido ao uso de jogador irregular pelo Gabão.[11]

### Grupo F
| Seleção | Pts | J | V | E | D | GP | GC | SG |
| ------- | --- | - | - | - | - | -- | -- | -- |
| Nigéria | 12  | 6 | 3 | 3 | 0 | 7  | 3  | +4 |
| Malawi  | 7   | 6 | 1 | 4 | 1 | 4  | 5  | –1 |
| Quénia  | 6   | 6 | 1 | 3 | 2 | 4  | 5  | –1 |
| Namíbia | 5   | 6 | 1 | 2 | 3 | 2  | 4  | –2 |

|         | NGA | MWI | KEN | NAM |
| ------- | --- | --- | --- | --- |
| Nigéria |     | 2–0 | 1–1 | 1–0 |
| Maláui  | 1–1 |     | 2–2 | 0–0 |
| Quênia  | 0–1 | 0–0 |     | 1–0 |
| Namíbia | 1–1 | 0–1 | 1–0 |     |

### Grupo G
| Seleção    | Pts | J | V | E | D | GP | GC | SG |
| ---------- | --- | - | - | - | - | -- | -- | -- |
| Egito      | 18  | 6 | 6 | 0 | 0 | 16 | 7  | +9 |
| Guiné      | 10  | 6 | 3 | 1 | 2 | 12 | 8  | +4 |
| Moçambique | 3   | 6 | 0 | 3 | 3 | 2  | 10 | –8 |
| Zimbabwe   | 2   | 6 | 0 | 2 | 4 | 4  | 9  | –5 |

|            | EGY | GUI | ZIM | MOZ |
| ---------- | --- | --- | --- | --- |
| Egito      |     | 4–2 | 2–1 | 2–0 |
| Guiné      | 2–3 |     | 1–0 | 6–1 |
| Zimbábue   | 2–4 | 0–1 |     | 1–1 |
| Moçambique | 0–1 | 0–0 | 0–0 |     |

### Grupo H
| Seleção | Pts | J | V | E | D | GP | GC | SG |
| ------- | --- | - | - | - | - | -- | -- | -- |
| Argélia | 15  | 6 | 5 | 0 | 1 | 13 | 4  | +9 |
| Mali    | 8   | 6 | 2 | 2 | 2 | 7  | 7  | 0  |
| Benim   | 8   | 6 | 2 | 2 | 2 | 8  | 9  | –1 |
| Ruanda  | 2   | 6 | 0 | 2 | 4 | 3  | 11 | –8 |

|         | ALG | MLI | BEN | RWA |
| ------- | --- | --- | --- | --- |
| Argélia |     | 1–0 | 3–1 | 4–0 |
| Mali    | 2–1 |     | 2–2 | 1–1 |
| Benim   | 1–3 | 1–0 |     | 2–0 |
| Ruanda  | 0–1 | 1–2 | 1–1 |     |

### Grupo I
| Seleção  | Pts | J | V | E | D | GP | GC | SG |
| -------- | --- | - | - | - | - | -- | -- | -- |
| Camarões | 13  | 6 | 4 | 1 | 1 | 8  | 3  | +5 |
| Líbia    | 9   | 6 | 2 | 3 | 1 | 5  | 3  | +2 |
| RD Congo | 6   | 6 | 1 | 3 | 2 | 3  | 3  | 0  |
| Togo     | 4   | 6 | 1 | 1 | 4 | 4  | 11 | –7 |

|          | CMR  | LBY | TOG | COD |
| -------- | ---- | --- | --- | --- |
| Camarões |      | 1–0 | 2–1 | 1–0 |
| Líbia    | 2–1  |     | 2–0 | 0–0 |
| Togo     | 0–39 | 1–1 |     | 2–1 |
| RD Congo | 0–0  | 0–0 | 2–0 |     |

- Nota 9: Foi atribuída a vitória por 3 a 0 a Camarões devido ao uso de jogador irregular pelo Togo.[12]

### Grupo J
| Seleção | Pts | J | V | E | D | GP | GC | SG |
| ------- | --- | - | - | - | - | -- | -- | -- |
| Senegal | 12  | 6 | 3 | 3 | 0 | 9  | 4  | +5 |
| Uganda  | 8   | 6 | 2 | 2 | 2 | 5  | 6  | –1 |
| Angola  | 7   | 6 | 1 | 4 | 1 | 8  | 6  | +2 |
| Libéria | 4   | 6 | 1 | 1 | 4 | 4  | 10 | –6 |

|         | SEN | UGA | ANG | LBR |
| ------- | --- | --- | --- | --- |
| Senegal |     | 1–0 | 1–1 | 3–1 |
| Uganda  | 1–1 |     | 2–1 | 1–0 |
| Angola  | 1–1 | 1–1 |     | 4–1 |
| Libéria | 0–2 | 2–0 | 0–0 |     |

## Terceira fase
Disputada entre outubro e novembro de 2013, os dez vencedores de cada grupo na segunda fase foram divididos em grupos de dois, no sistema eliminatório em partidas de ida e volta. O sorteio que determinou os confrontos foi realizado a 16 de setembro de 2013 no Cairo, Egito, onde as cinco seleções mais bem posicionadas no ranking da FIFA de setembro de 2013 foram emparelhadas com as seleções restantes. Os cinco vencedores dos confrontos classificaram-se para a Copa do Mundo FIFA de 2014.

### Sorteio
A distribuição das equipes pelos potes foi definida pela classificação no Ranking da FIFA de setembro de 2013, se dando da seguinte maneira:
| Pote 1                                                                          | Pote 2                                                                           |
| ------------------------------------------------------------------------------- | -------------------------------------------------------------------------------- |
| - Costa do Marfim (19) - Gana (24) - Argélia (28) - Nigéria (36) - Tunísia (46) | - Egito (50) - Burquina Fasso (51) - Camarões (61) - Senegal (66) - Etiópia (93) |

### Confrontos
| Equipe 1        | Total    | Equipe 2 | Ida | Volta |
| --------------- | -------- | -------- | --- | ----- |
| Costa do Marfim | 4–2      | Senegal  | 3–1 | 1–1   |
| Etiópia         | 1–4      | Nigéria  | 1–2 | 0–2   |
| Tunísia         | 1–4      | Camarões | 0–0 | 1–4   |
| Gana            | 7–3      | Egito    | 6–1 | 1–2   |
| Burquina Fasso  | 3–3 (gf) | Argélia  | 3–2 | 0–1   |

## Artilharia
| 6 gols (3) - EGY Mohamed Aboutrika - EGY Mohamed Salah - GHA Asamoah Gyan 5 gols (7) - ALG Islam Slimani - CIV Salomon Kalou - EQG Juvenal - ETH Getaneh Kebede - ETH Saladin Said - RSA Bernard Parker - SEN Papiss Cissé 4 gols (2) - CIV Yaya Touré - COD Trésor Mputu 3 gols (20) - ALG El Arbi Soudani - ALG Sofiane Feghouli - BEN Razak Omotoyossi - BFA Aristide Bancé - BFA Jonathan Pitroipa - CIV Didier Drogba - CIV Wilfried Bony - CPV Djaniny - COD Dioko Kaluyituka - EQG Emilio Nsue - GAB Pierre-Emerick Aubameyang - GHA Abdul Majeed Waris - GHA Sulley Muntari - GUI Mohamed Yattara - KEN Dennis Oliech - MAR Youssef El-Arabi - NAM Lazarus Kaimbi - NGA Emmanuel Emenike - TUN Oussama Darragi - ZAM Jacob Mulenga 2 gols (50) - ALG Saphir Taïder - ANG Guilherme - BEN Rudy Gestede - BFA Prejuce Nakoulma - BOT Jerome Ramatlhakwane - BOT Ofentse Nato - CGO Chris Malonga - CGO Christopher Samba - CHA Mahamat Labbo - CIV Lacina Traoré - CMR Eric Choupo-Moting - CMR Jean Makoun - CMR Samuel Eto'o - CPV Nhuck - CPV Platini - CTA Foxi Kéthévoama - EGY Amr Zaki - EQG Randy - ETH Shimelis Bekele - GAM Mustapha Jarju - GHA Dominic Adiyiah - GHA Emmanuel Agyemang-Badu - GHA Jordan Ayew - GUI Ibrahima Traoré - GUI Sadio Diallo - LBY Ahmed Zuway - MAR Houssine Kharja - MLI Mahamadou N'Diaye - MLI Mamadou Samassa - MOZ Domingues - NAM Rudolf Bester - NAM Sydney Urikhob - NGA Victor Moses - RWA Labama Bokota - RWA Meddie Kagere - SEN Moussa Sow - SEN Sadio Mané - SLE Alhassan Kamara - SLE Sheriff Suma - SWZ Sidumo Shongwe - TAN Amri Kiemba - TAN Thomas Ulimwengu - TOG Lalawélé Atakora - TUN Chadi Hammami - TUN Issam Jemâa - UGA Emmanuel Okwi - UGA Tony Mawejje - ZAM Christopher Katongo | 2 gols (continuação) - ZAM Collins Mbesuma - ZIM Knowledge Musona 1 gol (158) - ALG Carl Medjani - ALG Madjid Bougherra - ALG Nabil Ghilas - ANG Abdul - ANG Amaro - ANG Djalma - ANG Guedes Lupapa - ANG Job - ANG Mabululo - BDI Cedric Amissi - BDI Selemani Ndikumana - BEN Bello Babatounde - BEN Mickaël Poté - BEN Stéphane Sessègnon - BFA Charles Kaboré - BFA Djakaridja Koné - BOT Mogakolodi Ngele - BOT Tebogo Sembowa - CGO Fabrice N'Guessi - CGO Francis N'Ganga - CGO Harris Tchilimbou - CGO Ladislas Douniama - CGO Matt Moussilou - CGO Prince Oniangue - CIV Kolo Touré - CMR Aurélien Chedjou - CMR Benjamin Moukandjo - CMR Pierre Webó - COD Dieumerci Mbokani - COD Gladys Bokese - COD Patou Simbi Ebunga - COD Yves Diba Ilunga - COM Mohamed Youssouf - CPV Babanco - CPV Marco Soares - CPV Odaïr Fortes - CTA Nicaise Zimbori-Auzingoni - CTA Salif Kéïta - EGY Gedo - EGY Hosny Abd Rabo - EGY Hossam Ghaly - EGY Mahmoud Fathallah - EGY Mohamed Zidan - EQG Donvalla Elongue - EQG Jimmy Bermúdez - EQG Jônatas Obina - EQG Rincon - ERI Abraham Tedros - ERI Tesfalem Tekle - ETH Behailu Assefa - ETH Minyahil Teshome - ETH Oumed Oukri - GAB Bruno Ecuele Manga - GAB Rémy Ebanega - GAM Abdou Jammeh - GAM Momodou Ceesay - GBS Basile de Carvalho - GHA Christian Atsu - GHA Jerry Akaminko - GHA John Boye - GHA Kevin-Prince Boateng - GHA Kwadwo Asamoah - GHA Wakaso Mubarak - GUI Abdoul Camara - GUI Alhassane Bangoura - GUI Mohammed Diarra - GUI Seydouba Soumah - KEN Brian Mandela - KEN David Owino - KEN Francis Kahata - KEN Jamal Mohammed - KEN Pascal Ochieng - KEN Titus Mulama - KEN Victor Wanyama - LBR Anthony Laffor - LBR Francis Doe - LBR Marcus Macauley - LBR Patrick Wleh - LBY Faisal Al Badri - LBY Hamad Ahniash - LES Bokang Mothoana - LES Lehlomela Ramabele | 1 gol (continuação) - LES Litsepe Marabe - LES Thapelo Tale - LES Tsepo Lekhoana - LES Tsepo Seturumane - LES Tsoanelo Koetle - MAD Falimery Ramanamahefa - MAD Yvan Rajoarimanana - MAR Abdelaziz Barrada - MAR Abderrazak Hamdallah - MAR Hamza Abourazzouk - MAR Younès Belhanda - MLI Abdou Traoré - MLI Cheick Diabaté - MLI Modibo Maïga - MOZ Clésio Bauque - MOZ Jerry Sitoe - MOZ Maninho - MOZ Miro - MOZ Whiskey - MWI Gabadin Mhango - MWI John Banda - MWI Robert Ng'ambi - MWI Robin Ngalande - NAM Deon Kavendji - NAM Heinrich Isaacks - NAM Henrico Botes - NGA Ahmed Musa - NGA Azubuike Egwuekwe - NGA Godfrey Oboabona - NGA Ikechukwu Uche - NGA Nnamdi Oduamadi - NGA Victor Nsofor Obinna - NIG Yacouba Seydou - NIG Mahamane Cissé - NIG Daouda Kamilou - RSA Dean Furman - RSA Katlego Mashego - RSA Katlego Mphela - RSA Kermit Erasmus - RSA Morgan Gould - RSA Siphiwe Tshabalala - RSA Thabo Matlaba - RWA Elias Uzamukunda - RWA Jean-Claude Iranzi - RWA Olivier Karekezi - SDN Bakri Almadina - SDN Mudather El Tahir - SDN Muhannad El Tahir - SDN Saif Masawi - SDN Salah Ibrahim - SEN Dame N'Doye - SEN Ibrahima Baldé - SLE Ibrahim Kargbo - SLE Kei Kamara - SLE Mohamed Kamara - SLE Moustapha Bangura - SLE Samuel Barlay - SLE Teteh Bangura - STP Orlando Gando - TAN Erasto Nyoni - TAN Mbwana Samata - TAN Mrisho Ngassa - TAN Nurdin Bakari - TAN Shomari Kapombe - TOG Backer Aloenouvo - TOG Dové Wome - TOG Kalen Damessi - TOG Komlan Amewou - TOG Serge Gakpé - TUN Ahmed Akaïchi - TUN Fakhreddine Ben Youssef - TUN Saber Khelifa - TUN Wahbi Khazri - UGA Godfrey Walusimbi - ZAM Nathan Sinkala - ZIM Lincoln Zvasiya - ZIM Masimba Mambare Gols-contra (7) - EGY Adam El-Abd (para a Guiné) - EGY Wael Gomaa (para Gana) - GBS Jonas (para o Togo) - MWI Chimango Kayira (para o Quénia) - RSA Bernard Parker (para a Etiópia) - SEN Ludovic Sané (para a Costa do Marfim) - TOG Komlan Amewou (para a Líbia) |